# 베이지색

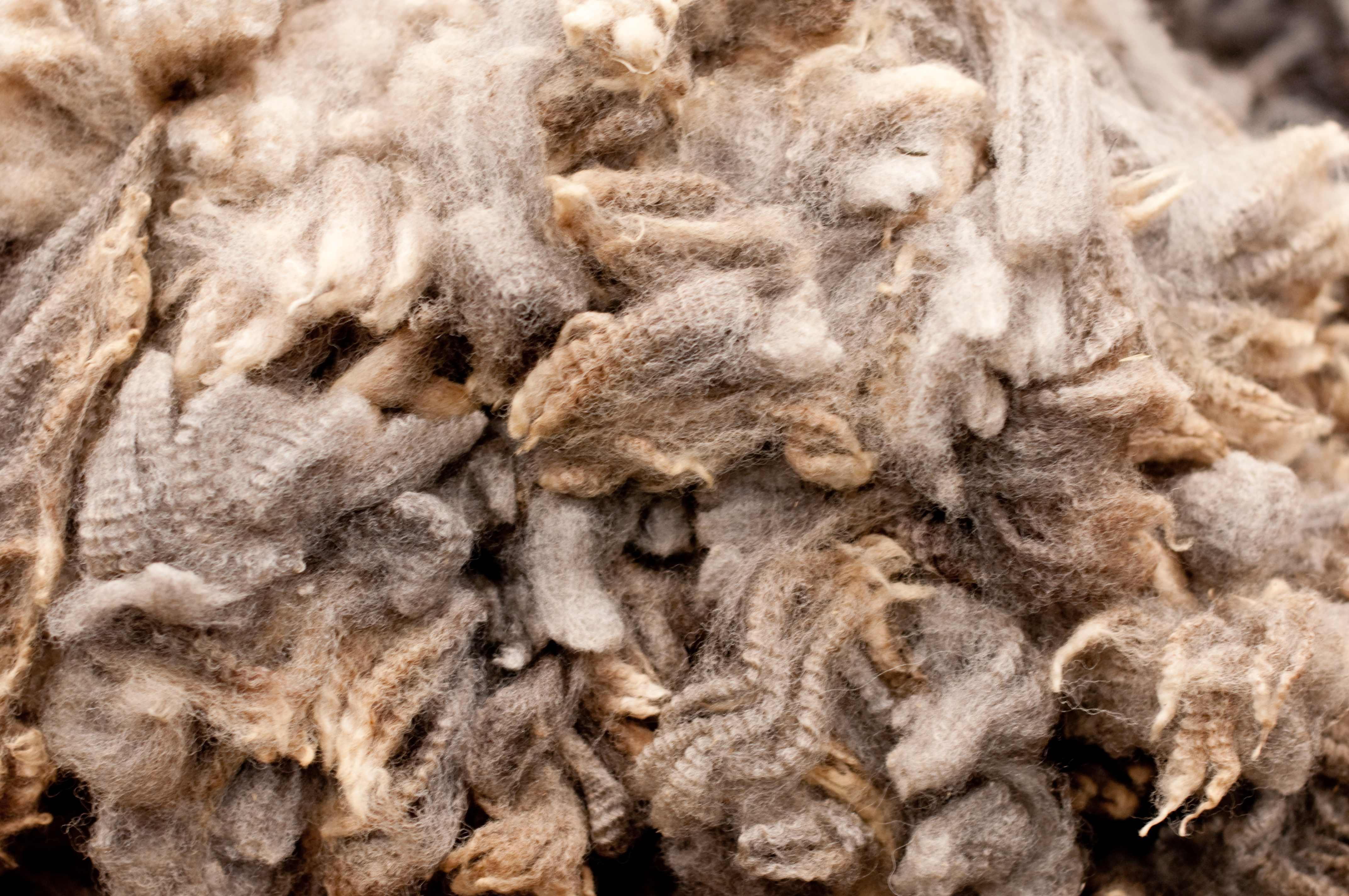

베이지색(beige)은 옅은 모래 엷은 황갈색, 옅은 회색의 황갈색 또는 옅은 회색의 노란색 등으로 다양하게 묘사된다. 베이지의 뜻은 표백도 염색도 하지 않은 천연 양모의 색깔을 의미하는 프랑스어에서 이름을 따왔다. 